# Число на Мах
Число на Мах (или само мах, означава се с M) е отношението на скоростта на дадено тяло към скоростта на звука в средата, в която то се движи. Тъй като изразява отношение на две скорости, то е безразмерна величина.
М = Vo/ Vs
където:
Vo е скоростта на тялото, а
Vs е скоростта на звука в дадената среда.

## История
Наречено е на името на австрийския физик и философ Ернст Мах (Ernst Mach). Във времената преди достигане скоростта на звука, инженерите първоначално използват термина „число на Мах“ (Mach's number) за означаване на самата скорост на звука.  По дефиниция скорост Мах 1 на даден обект е равна на скоростта на звука в същата среда, в която се движи обектът. Тъй като е безразмерна величина, стойността се изписва след мерната единица (т.е. Мах 2, а не 2 Мах).
Числото на Мах е полезно, тъй като поведението на флуида е аналогично при дадено число на Мах, независимо от другите променливи. Скоростта на звука е правопропорционална на температурата на средата, и тъй като температурата в атмосферата като цяло намалява с увеличаване на надморската височина, скоростта на звука също намалява. При сух въздух, на морското равнище и температура 15 °C, скоростта на звука е 340,3 m/s. На 11 000 m надморска височина при стандартна температура −56,5 °C, скоростта на звука е 295 m/s, и при тези условия толкова е Мах 1, или 86,7% от стойността на морското равнище.

## Видове скорост
Числото на Мах се ползва за сравняване на дадена скорост с тази на звука. Казваме, че скоростта на едно тяло е:
- дозвукова (подзвукова), когато M < 1;
- звукова, когато M = 1;
- околозвукова, когато 0,8 < M < 1,2;
- свръхзвукова, когато 1,2 < M < 5;
- хиперзвукова, когато M > 5.